# Nurjon Kurbanova
Nurjon Kurbanova (Namangán, 12 de agosto de 1994) es una deportista uzbeka que compite en atletismo adaptado. Ganó cuatro medallas en los Juegos Paralímpicos de Verano, en los años 2020 y 2024.

## Palmarés internacional
| Juegos Paralímpicos | Juegos Paralímpicos | Juegos Paralímpicos | Juegos Paralímpicos |
| Año                 | Lugar               | Medalla             | Prueba              |
| ------------------- | ------------------- | ------------------- | ------------------- |
| 2020                | Tokio (Japón)       | Medalla de plata    | Jabalina F54        |
| 2020                | Tokio (Japón)       | Medalla de bronce   | Peso F54            |
| 2024                | París (Francia)     | Medalla de oro      | Jabalina F54        |
| 2024                | París (Francia)     | Medalla de bronce   | Peso F54            |